# 正法寺古墳公園
正法寺古墳公園（しょうぼうじこふんこうえん）は兵庫県三木市別所町正法寺に所在する公園である。

## 概要
正法寺古墳群が発掘されたのをきっかけに三木市で初めて古墳の歴史を知ってもらうために古墳公園として整備される。歴史的価値に加え、美嚢川と加古川の合流地を望む三木市の景観上重要な段丘上にあり、市民の憩いの場や子どもの郷土学習の場・ハイキング・歴史ウォークの場となっている。

## 歴史
1994年（平成6年）7月に正法寺地区団体営圃場整備事業の一環として発掘調査が1995年2月まで行われる。
1999年（平成11年）3月5日から6月30日まで整備工事が行われ、1999年（平成11年）7月25日に市内で初めての古墳公園が完成する。  

## 古墳の概要
18基で構成され、1号墳はそのまま保存、2号墳・3号墳は石室が移設されている。

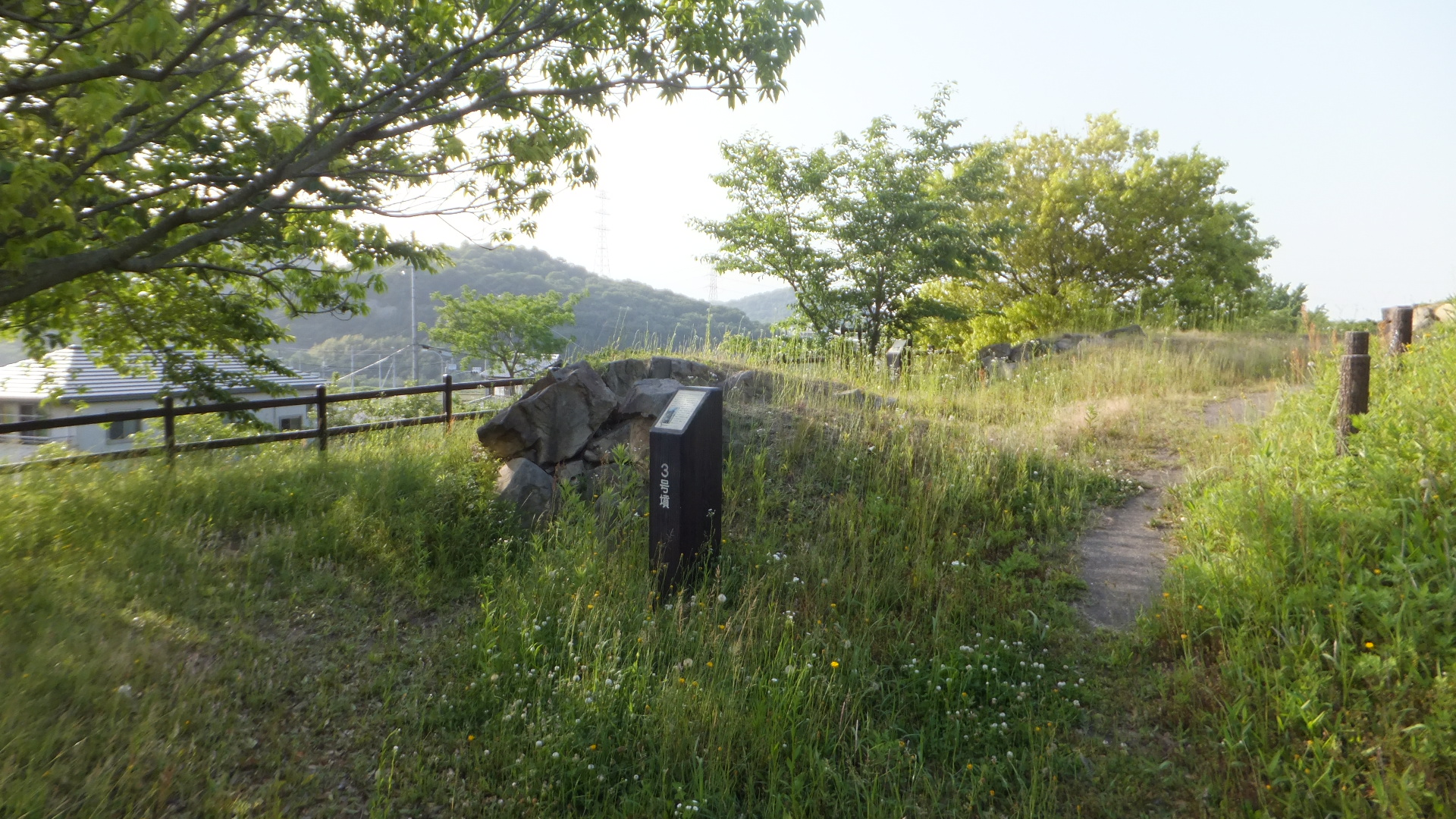
3号墳

## アクセス
- 三木市役所前より、神姫バス（別所第１ルートまたは自由が丘本町ルート）に乗車し、正法寺古墳公園前下車すぐ。